# Bibio curtisii
Curtisimyia curtisii, Bibio romani, Bibio serresi, Curtisimyia eximia
ne pas confondre avec l'espèce Bibio curtisi Heer 1856 du même auteur, même date
Espèce
Synonymes
- †Curtisimyia curtisii
- †Bibio romani Théobald, 1937,
- †Bibio serresi Théobald, 1937,
- †Curtisimyia eximia Giebel, 1856

Bibio curtisii est une espèce fossile d'insectes diptères de la famille des Bibionidae et du genre Bibio.

## Classification
L'espèce Bibio curtisii est décrite en 1856 par le naturaliste suisse Oswald Heer (1809-1883),.

### Fossiles
L'espèce est représentée par six collections venant toutes du gypse d'Aix-en-Provence, et des collections Murchison, de l'institut Géologique de Lyon , du Muséum de Marseille (Holotype bibio serresi M24, cotype A89) et du Muséum national d'histoire naturelle de Paris (Am67-73 et échantillon MNHN.F.B24431),,,.

### Synonymes
Les deux espèces Bibio romani et Bibio serresi, décrites en 1937 par le paléontologue français Nicolas Théobald (1903-1981), ont été renommées par John Skartveit et André Nel en 2017,.
L'espèce Curtisimya eximia décrite en 1856 par le paléontologue prussien Christian Gottfried Giebel (1820-1881) a été synonymisée en Curtisimya curtisii par Matthew E. Clapham (d) en 2020

### Étymologie
L'épithète spécifique « curtisi » est un hommage à l'entomologiste et artiste britannique John Curtis (1791-1862).
L'épithète spécifique « serresi » est un hommage au géologue et naturaliste français Marcel de Serres (1780-1862).

## Description

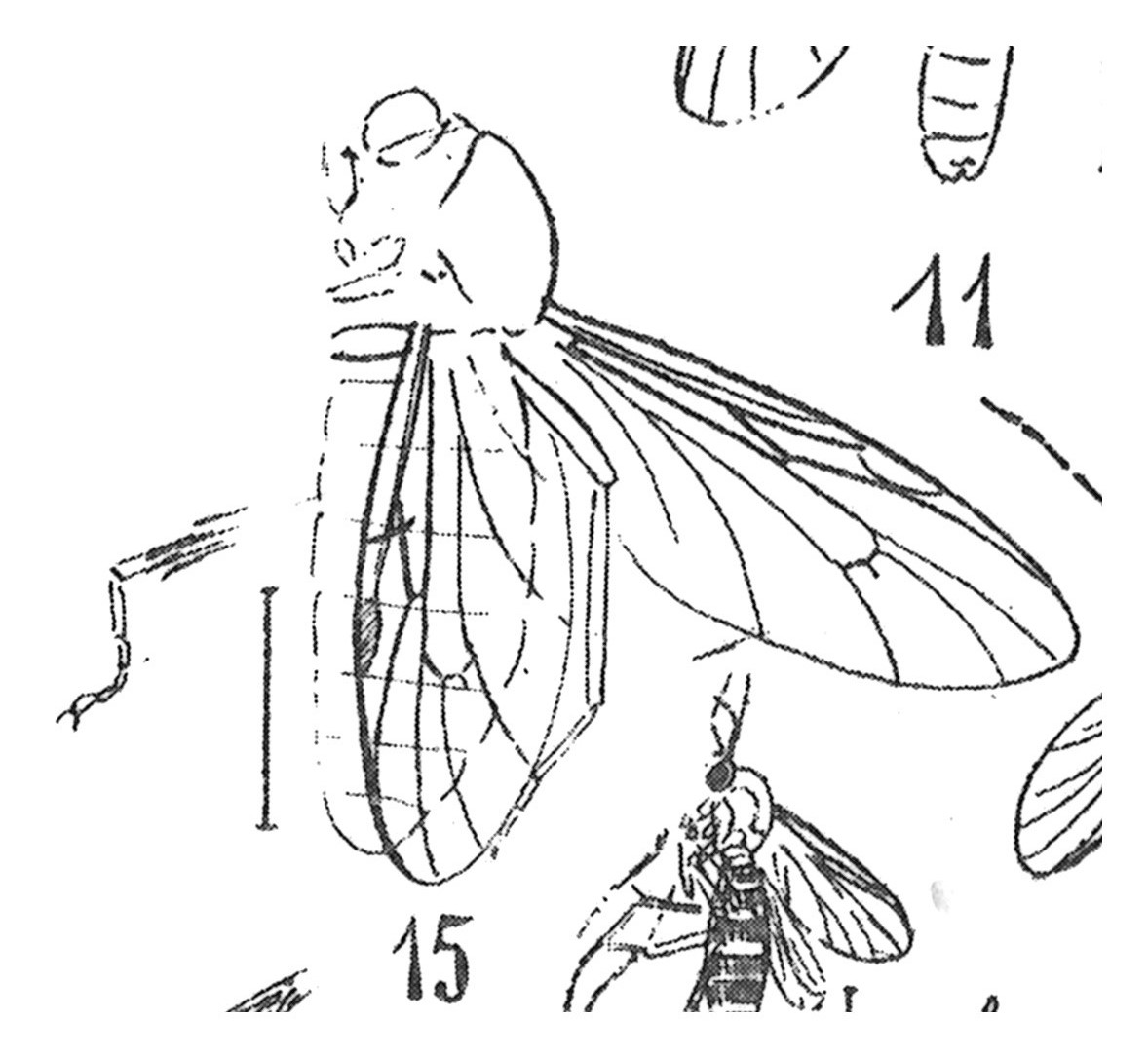
Bibio romani 1937 N. Théobald Holotype éch A100 x3 p.333 pl. XXI - Diptères du Stampien d'Aix-en-Provence.

### Caractères
Concernant Bibio romani, la diagnose de Nicolas Théobald en 1937, : 

« Insecte au corps brun noirâtre, aux ailes transparentes dépassant l'extrémité de l'abdomen. Tête arrondie. thorax gros, pronotum court, mésonotum fortement renflé. Abdomen gros, 8 segments, extrémité arrondie. pattes fortes. Ailes dépassant l'abdomen, stigma noir ; nervation de type Bibio (. fig.), C va jusqu'au sommet de l'aile, Sc faible, R, Rs, M plus fortes que les autres nervures ; au microscope, R, Rs et M montrent encore leur structure trachéenne ; on voit très nettement des spirales de chitine. ».

Concernant Bibio serresi, la diagnose de Nicolas Théobald en 1937 : 

« Insecte noirâtre, aile transparente atteignant à peine l'extrémité de l'abdomen. Tête allongée, renflée un peu en arrière vis-à-vis des yeux, qui sont gros et presque contigus ; deux antennes courtes, nombreux articles homonomes. thorax ovale, dépression en U assez marquée ; scutellum arrondi ; métanotum court et large. Abdomen allongé, grêle, 8 segments, le dernier porte les appendices génitaux. pattes assez fortes. ailes à stigma noir et court ; nervation du type Bibio. ».

### Dimensions
Bibio serresi a une longueur de 9-10,5 mm et une aile de longueur 6,5-7,5 mm.
Bibio romani a une longueur  du corps de 10 mm ; une tête de longueur 1 mm ; un thoarx de longueur 3 mm ; un abdomen de longueur 6 mm ; une aile de longueur 8,5 mm et de largeur 3 mm.

### Affinités
Concernant Bibio romani : 

« Cette espèce est remarquable par l'aspect robuste du thorax et de l'abdomen. La nervation des ailes présente une particularité : la nervure transversale M Cu porte l'amorce d'une nervure longitudinale supplémnetaire : ce fait est visible sur les deux ailes. ».

Concernant Bibio serresi : 

« L'échantillon A89 de l'Inst. Géol. de Lyon est est identique à M24, mais l'insecte est couché sur le côté. Il a été marqué Hirtea febrilis par M. de Serres. ».

## Galerie
- Quelques espèces vivantes du genre Bibio.
- Bibio ferruginatus, mâle (Haute Ardenne - Belgique).
- Bibio hortulanus, femelle.
- Bibio lanigerus,mâle (Haute Ardenne - Belgique).
- Bibio varipes, femelle.
- Bibio johannis.
- Bibio femoratus.

### Publication originale
- [1856] (de) Oswald Heer, « Ueber die fossilen Insekten von Aix in der Provence », Vierteljahrsschrift der Naturforschenden Gesellschaft in Zürich, Suisse, vol. 1,‎ 1856, p. 1-40 (ISSN 0042-5672, lire en ligne).